# NGC 7446
NGC 7446 est une galaxie elliptique située dans la constellation d'Andromède. Sa vitesse par rapport au fond diffus cosmologique est de 5 078 ± 39 km/s, ce qui correspond à une distance de Hubble de 74,9 ± 5,3 Mpc (∼244 millions d'al). NGC 7446 a été découverte par l'astronome français Édouard Stephan en 1878.

## Groupe NGC 7446

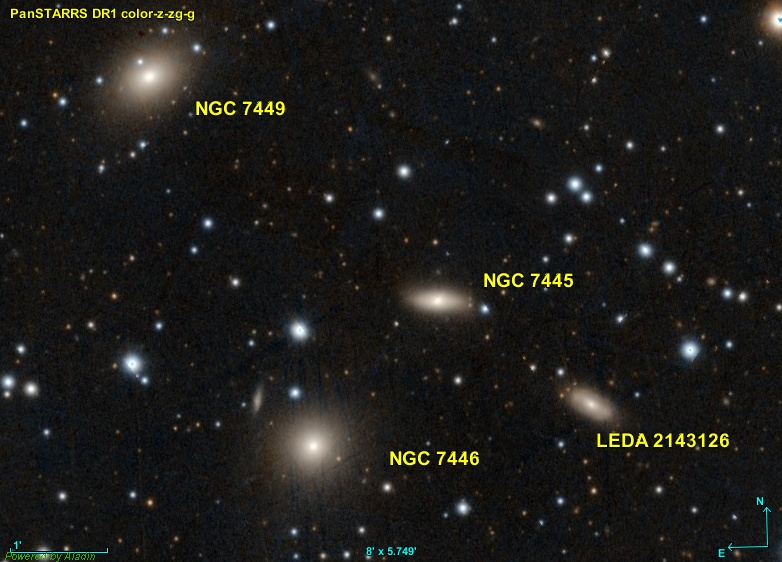
Quatre galaxies se trouvent dans cette région de la sphère céleste et trois d'entre elles sont membres du groupe de NGC 7445. Les deux autres membres sont NGC 7445 et NGC 7449.

En se basant sur un catalogue de 732 groupes de galaxies rapprochées et pauvres en membres publié en mai 1999 par Richard A. White, Mark Bliton, Suketu P. Bhavsar, Patricia Bornmann, Jack O. Burns, Michael J. Ledlow et Christen Loken, la base de données indique que NGC 7446 fait partie du groupe WBL693. Selon ce catalogue, ce groupe comprend trois galaxies, mais malheureusement elles ne sont pas identifiées.
Cependant, le logiciel Aladin et la base de données NASA/IPAC permettent d'identifier assez aisément ces trois galaxies. Dans la même région de la sphère céleste que NGC 7446 se trouvent trois autres galaxies, soit NGC 7445, NGC 7449 et LEDA 2143126. Ce sont NGC 7445, NGC 7446 et NGC 7449 qui sont membres du trio de NGC 7445. On notera cependant que la distance de Hubble de LEDA 2143126 se trouve à l'intérieur des valeurs de la distances moyenne des galaxies de groupe de NGC 7445 et qu'elle pourrait donc en faire partie (voir groupe de NGC 7445).